# Іщенко Іван Іванович (борець)
Іван Іванович Іщенко (нар. 19 травня 1980, Миколаїв, Українська РСР) — український борець вільного стилю, срібний призер чемпіонату Європи, срібний та бронзовий призер Кубків світу, учасник Олімпійських ігор. Майстер спорту України міжнародного класу з вільної боротьби.

## Біографія
Боротьбою почав займатися з 1996 року. Вихованець Миколаївської дитячо-юнацької спортивної школи № 7. Чемпіон світу 2000 року серед юніорів. Того ж року виграв і золото європейської юніорської першості. За рік до того, у 1999 був срібним призером на чемпіонаті світу серед юніорів і теж виграв європейську юніорську першість. Входить до складу збірної команди України від 1997 року. Виступав за спортивні товариства «Динамо» (Миколаїв) та ЦСКА Київ. Багаторазовий чемпіон України (2001, 2003, 2006). Тренери — Юлай Тупєєв, В'ячеслав Кучменко, Руслан Савлохов. Декілька разів бував на межі відходу з великого спорту через численні травми.
Закінчив Національний університет кораблебудування імені адмірала Макарова (2006).

## Спортивні результати на міжнародних змаганнях

### Виступи на Олімпіадах
| Змагання                    | Збірна  | Вагова категорія           | Місце |
| --------------------------- | ------- | -------------------------- | ----- |
| Літні Олімпійські ігри 2008 | Україна | вільна боротьба, до 120 кг | 10    |

### Виступи на Чемпіонатах світу
| Змагання                        | Збірна  | Вагова категорія           | Місце |
| ------------------------------- | ------- | -------------------------- | ----- |
| Чемпіонат світу з боротьби 2006 | Україна | вільна боротьба, до 120 кг | 18    |

### Виступи на Чемпіонатах Європи
| Змагання                         | Збірна  | Вагова категорія           | Місце  |
| -------------------------------- | ------- | -------------------------- | ------ |
| Чемпіонат Європи з боротьби 2001 | Україна | вільна боротьба, до 130 кг | 5      |
| Чемпіонат Європи з боротьби 2006 | Україна | вільна боротьба, до 120 кг | Срібло |
| Чемпіонат Європи з боротьби 2010 | Україна | вільна боротьба, до 120 кг | 5      |

### Виступи на Кубках світу
| Змагання                    | Збірна  | Вагова категорія           | Місце  |
| --------------------------- | ------- | -------------------------- | ------ |
| Кубок світу з боротьби 2005 | Україна | вільна боротьба, до 120 кг | Срібло |
| Кубок світу з боротьби 2006 | Україна | вільна боротьба, до 120 кг | Бронза |
| Кубок світу з боротьби 2010 | Україна | вільна боротьба, до 120 кг | 9      |

### Виступи на інших змаганнях
| Змагання                                        | Збірна  | Вагова категорія           | Місце |
| ----------------------------------------------- | ------- | -------------------------- | ----- |
| Чемпіонат світу з боротьби серед студентів 2005 | Україна | вільна боротьба, до 120 кг | 5     |
| Київський Міжнародний турнір з боротьби 2012    | Україна | вільна боротьба, до 120 кг | 13    |
| Турнір Чорного моря 2012                        | Україна | вільна боротьба, до 120 кг | 5     |

### Виступи на змаганнях молодших вікових груп
| Змагання                                       | Збірна  | Вагова категорія           | Місце  |
| ---------------------------------------------- | ------- | -------------------------- | ------ |
| Чемпіонат Європи з боротьби серед юніорів 1998 | Україна | вільна боротьба, до 115 кг | 5      |
| Чемпіонат Європи з боротьби серед юніорів 1999 | Україна | вільна боротьба, до 130 кг | Золото |
| Чемпіонат світу з боротьби серед юніорів 1999  | Україна | вільна боротьба, до 130 кг | Срібло |
| Чемпіонат Європи з боротьби серед юніорів 2000 | Україна | вільна боротьба, до 130 кг | Золото |
| Чемпіонат світу з боротьби серед юніорів 2000  | Україна | вільна боротьба, до 130 кг | Золото |